# Episodi di Selvaggio west (quarta stagione)
La quarta stagione della serie televisiva Selvaggio west è andata in onda negli Stati Uniti dal 27 settembre 1968 all'11 aprile 1969 sulla CBS.
| nº | Titolo originale                    | Titolo italiano | Prima TV USA      | Prima TV Italia |
| -- | ----------------------------------- | --------------- | ----------------- | --------------- |
| 1  | The Night of the Big Blackmail      |                 | 27 settembre 1968 |                 |
| 2  | The Night of the Doomsday Formula   |                 | 4 ottobre 1968    |                 |
| 3  | The Night of the Juggernaut         |                 | 11 ottobre 1968   |                 |
| 4  | The Night of the Sedgewick Curse    |                 | 18 ottobre 1968   |                 |
| 5  | The Night of the Gruesome Games     |                 | 25 ottobre 1968   |                 |
| 6  | The Night of the Kraken             |                 | 1º novembre 1968  |                 |
| 7  | The Night of the Fugitives          |                 | 8 novembre 1968   |                 |
| 8  | The Night of the Egyptian Queen     |                 | 15 novembre 1968  |                 |
| 9  | The Night of Fire and Brimstone     |                 | 22 novembre 1968  |                 |
| 10 | The Night of the Camera             |                 | 29 novembre 1968  |                 |
| 11 | The Night of the Avaricious Actuary |                 | 6 dicembre 1968   |                 |
| 12 | The Night of Miguelito's Revenge    |                 | 13 dicembre 1968  |                 |
| 13 | The Night of the Pelican            |                 | 26 dicembre 1968  |                 |
| 14 | The Night of the Spanish Curse      |                 | 3 gennaio 1969    |                 |
| 15 | The Night of the Winged Terror (1)  |                 | 17 gennaio 1969   |                 |
| 16 | The Night of the Winged Terror (2)  |                 | 24 gennaio 1969   |                 |
| 17 | The Night of the Sabatini Death     |                 | 7 febbraio 1969   |                 |
| 18 | The Night of the Janus              |                 | 14 febbraio 1969  |                 |
| 19 | The Night of the Pistoleros         |                 | 21 febbraio 1969  |                 |
| 20 | The Night of the Diva               |                 | 7 marzo 1969      |                 |
| 21 | The Night of the Bleak Island       |                 | 14 marzo 1969     |                 |
| 22 | The Night of the Cossacks           |                 | 21 marzo 1969     |                 |
| 23 | The Night of the Plague             |                 | 4 aprile 1969     |                 |
| 24 | The Night of the Tycoons            |                 | 11 aprile 1969    |                 |

## The Night of the Big Blackmail
- Prima televisiva: 27 settembre 1968
- Diretto da: Irving J. Moore
- Scritto da: David Moessinger

### Trama
- Guest star: Gilchrist Stuart (Gruber), Wilhelm Von Homburg (Hess), Whitey Hughes (guardia nel tunnel), Jerry Laveroni (Ziegler), Harvey Korman (barone Hinterstoisser), Ronald Rich (Dick January), Martin Kosleck (conte Hackmar), Roy Engel (presidente Grant), Alice Nunn (Hilda), Dick Cangey (Heavy)

## The Night of the Doomsday Formula
- Prima televisiva: 4 ottobre 1968
- Diretto da: Irving J. Moore
- Scritto da: Samuel Newman

### Trama
- Guest star: Fred Stromsoe (guardia), Vince Howard (barista), Red West (guardia), Dick Cangey (guardia), Kevin McCarthy (generale Walter Kroll), E. J. Andre (dottor Crane), Melinda Plowman (Lorna Crane), Gail Billings (Verna Scott), Tommy J. Huff (guardia)

## The Night of the Juggernaut
- Prima televisiva: 11 ottobre 1968
- Diretto da: Irving J. Moore
- Scritto da: Calvin Clements Sr.

### Trama
- Guest star: Stardedt Kaava (infermiera), Evelyn Dutton (infermiera), Whitey Hughes (uomo alla Gatling Gun), Fred Stromsoe (Hardcase), Floyd Patterson (Lyle Dixon), Simon Scott (Theodore Bock), Gloria Calomee (Lonie Millard), Byron Foulger (impiegato contea), Bart La Rue (Maddox), Peter Hale (Tom Harwood), Stuart Nisbet (coltivatore), Irving Mosley (coltivatore Victor), Wild Bill Reynolds (Geezer), Mary Frann (dottoressa Virginia Mays)

## The Night of the Sedgewick Curse
- Prima televisiva: 18 ottobre 1968
- Diretto da: Marvin Chomsky
- Scritto da: Paul Playdon

### Trama
- Guest star: Robert L. McCord (Porter), Anthony Jochim (prigioniero), Dick Cangey (uomo), Red West (uomo), Sharon Acker (Lavinia (Lavinia Sedgewick), Jay Robinson (dottor Maitland), Maria Lennard (Jessica), Richard Hale (Sedgewick (Phillip Sedgewick), Frank Campanella (Fingers), Lee Weaver (impiegato), Arthur Space (A.T. Redmond), Arthur Adams (Hiram Gilbert), Kathryn Minner (signora anziana), Brian Nash (ragazzo), Gene LeBell (Felix), William Challee (prigioniero), Tommy J. Huff (uomo)

## The Night of the Gruesome Games
- Prima televisiva: 25 ottobre 1968
- Diretto da: Marvin Chomsky
- Scritto da: Jackson Gillis

### Trama
- Guest star: Ludmila (Ludmila), Astrid Warner (Gilda Novak), Robert Patten (dottor Walter De Forest), Adolph Caesar (Innocent Vidoq), William Schallert (Rufus Kraus), Sherry Jackson (Lola Cortez), Robert Ellenstein (dottor Theobald Raker), Helen Page Camp (Charity Witherly), Ken Drake (generale Crocker), Lee Kolima (No-Fun), Jacquelyn Hyde (Marquesa Bellini), Reggie Nalder (Zendar), I. Stanford Jolley (Dottore), Gregg Palmer (barista), Red West (servo di Kraus)

## The Night of the Kraken
- Prima televisiva: 1º novembre 1968
- Diretto da: Michael Caffey
- Scritto da: Stephen Kandel

### Trama
- Guest star: Larry Grant (Aide (Lt. Bradley), Claudio Miranda (barista), Marj Dusay (Dolores Hammond), Bill Baldwin (lavoratore), Jason Evers (comandante Beech), Ford Rainey (ammiraglio Hammond (Admiral Charles Hammond), Anthony Caruso (Aguila (Jose Aguila), Ted Knight (Daniel), Gregg Martell (barista), Brent Davis (tenente Dave Bartlett), Whitey Hughes (Fake Sailor)

## The Night of the Fugitives
- Prima televisiva: 8 novembre 1968
- Diretto da: Gunner Hellström, Mike Moder
- Scritto da: Ken Pettus

### Trama
- Guest star: A. G. Vitanza (Grady), Sid McCoy (Tod Warner), Red West (vice), J. S. Johnson (Norbet Plank), Simon Oakland (Diamond Dave Desmond), Charles McGraw (sceriffo Baggs (Joe Baggs), Douglas Henderson (colonnello James Richmond), Susan Hart (Rhoda (Rhoda Ranson), Mickey Hargitay (Monk), Bill Baldwin (Hallelujah Harry), Larry Duran (messicano), Gabriel Walsh (negoziante), Jerry Laveroni (vice)

## The Night of the Egyptian Queen
- Prima televisiva: 15 novembre 1968
- Diretto da: Marvin Chomsky
- Scritto da: Paul Playdon

### Trama
- Guest star: Rush Williams (guardia), Cindy Hunter (Miasmin), Hal K. Dawson (Ferret), Kanan Awni (cameriere), William Marshall (Amalek (Amalek Kassin), Sorrell Booke (Heisel), Tom Troupe (Jason (Jason Starr), Penny Gaston (Rosie), Walter Brooke (Finley), Morgan Farley (Curator (Mr. Logan), Gene Tyburn (Gambler), Red West (Bar Thug)

## The Night of Fire and Brimstone
- Prima televisiva: 22 novembre 1968
- Diretto da: Bernard McEveety
- Soggetto di: Palmer Thompson

### Trama
- Guest star: Red West (Chuck), Dick Cangey (Rusty), John Crawford (professore Colecrest (Prof. Philip Colecrest), Tommy J. Huff (Pete), Robert Phillips (Roach (Frank Roach), Leslie Charleson (Dooley (Dooley Sloane), Dabbs Greer (capitano Lyman Butler), Ken Mayer (Hannon), Bill Quinn (dottor Sloane (Dr. Emmet Sloane), Charles Macaulay (Zack Morton)

## The Night of the Camera
- Prima televisiva: 29 novembre 1968
- Diretto da: Marvin Chomsky
- Scritto da: Ken Pettus

### Trama
- Guest star: Victor Sen Yung (barone Kyosai), Rico Cattani (Butler), Ken Mendoso (Hatchetman), Julio Medina (Don Carlos), Charles Aidman (Jeremy Pike), Pat Paulsen (Bosley Cranston), Barry Atwater (Gideon Stix), Lou Procopio (Beal), Walker Edmiston (Langham (Leroy Langham), Marya Christen (Chinese Girl), Fuji (Mandarin), Joe Castagna (Slicker)

## The Night of the Avaricious Actuary
- Prima televisiva: 6 dicembre 1968
- Diretto da: Irving J. Moore
- Scritto da: Henry Sharp

### Trama
- Guest star: Bennett King (uomo grasso), Frank Simonetti (uomo grasso), Ray Dawe (uomo grasso), Jack Spratt (uomo grasso), Harold Gould (John Taney (Dr. Tebor Kovacs), Emily Banks (Arden Masterson), Ross Elliott (generale Caswell), Jenny Maxwell (Billie), Steve Gravers (Durkin), Tol Avery (Asa Dempster), Sydney Smith (Tycoon), Lou Krugman (Maitre D'Hotel), Fritz Feld (Chef (Marcel), Judi Sherven (Cora Lister), Sharon Cintron (ragazza), Linda Cooper (Girl #2 (Dee), Barbara Hemmingway (Fat Lady (Miss Litefoot), Red West (Thug With Shotgun)

## The Night of Miguelito's Revenge
- Prima televisiva: 13 dicembre 1968
- Diretto da: James B. Clark
- Scritto da: Jerry Thomas

### Trama
- Guest star: Margueritte Ray (Mrs. Carter), David Montresor (Butler (Wallace), Red West (Miguelito's Thug), Peter Hale (Chris), Charles Aidman (Jeremy Pike), Michael Dunn (dottor Loveless), Douglas Henderson (colonnello James Richmond), Susan Seaforth Hayes (Delilah), Arthur Batanides (Pylo), Jim Shane (Tiny), Don Pedro Colley (Abbie Carter), Percy Helton (proprietario), Byron Morrow (giudice Fairlie (Alonzo Fairlie), Walter Coy (Cyrus Barlow), Linda Chandler (Lynn Carstairs), Peter Burni (Ivan Kalinkovitch), Johnny S. Luer (Biff Trout), Roy Barcroft (sceriffo), Dort Clark (Theatre Manager), Paul Barselou (negoziante), Mary Esther Denver (Lady Barber), Wendy Douglas (ragazza nel saloon), Whitey Hughes (Cyrus' Driver)

## The Night of the Pelican
- Prima televisiva: 26 dicembre 1968
- Diretto da: Alex Nicol
- Scritto da: Richard Landau

### Trama
- Guest star: John Quade (uomo), Jonathan Brooks (sergente), Tommy Lee (Ancient Puppeteer), Dick Harvey (guardia), Charles Aidman (Jeremy Pike), Khigh Dhiegh (Din Chang), Vincent Beck (caporale Simon), Lou Cutell (maggiore Frederick Frey), Francine York (dottor Sara Gibson), Andre Philippe (Jean-Paul), Debbie Wong (Kuei), Ella Raino (Amy (Amy Stafford,) (Ella Edwards), Linda Ho (Chinese Girl), James Shen (Quen Yung), Buck Kartalian (tenente Bengston (Lt. Tom Bengston), Lorna Denels (Jeanne), Holly Mascott (Molly), John Creamer (colonnello Kelton Morse), Ernest Harada (Chinese Man), Whitey Hughes (Alcatraz Guard)

## The Night of the Spanish Curse
- Prima televisiva: 3 gennaio 1969
- Diretto da: Paul Stanley
- Scritto da: Robert Kent

### Trama
- Guest star: Lou Peralta (Conquistador), Joe Pepi (guardia), Jorge Moreno (proprietario), Fred Stromsoe (Conquistador), Thayer David (Cortez (William Landon), Toian Matchinga (Cosina (Cosina Ramirez), Richard Angarola (Allesandro), Edward Colmans (Juan (Juan Ramirez), Pepe Callahan (ufficiale Rojas), Ted de Corsia (Elder), Jon Lormer (Elder), Gil Serna (Fernandez), Fred Villani (Morales), Red West (Cortez Thug)

## The Night of the Winged Terror (1)
- Prima televisiva: 17 gennaio 1969
- Diretto da: Marvin Chomsky
- Scritto da: Ken Pettus

### Trama
- Guest star: Chuck Waters (Tom Brass), James M. George (Judd Brass), Lillian Lehman (Secretary (Miss Simms), Chuck Courtney (Zack Brass), Michele Carey (Laurette), Jackie Coogan (sindaco Cecil Pudney), William Schallert (Frank Harper), Christopher Cary (Tycho), John Harding (Toombs (Professor Thaddeus Toombs), Robert Ellenstein (dottor Occularis II), Bernard Fox (dottor Occularis-Jones (Dr. Horatio Occularis), Valentin de Vargas (Chaveros), Harry Lauter (sceriffo (Elmo Stone), Roy Engel (presidente Grant), Vic Perrin (professore Simon Winkler), Norman Leavitt (Hiram Sneed), Ron Pinkard (vice (Bill), Dorothy Neumann (Zenobia Finch)

## The Night of the Winged Terror (2)
- Prima televisiva: 24 gennaio 1969
- Diretto da: Marvin Chomsky
- Scritto da: Ken Pettus

### Trama
- Guest star: Lillian Lehman (Secretary; solo credito), Zack McWiggins (agente), Don Ross (agente), Peter Hale (agente), Michele Carey (Laurette), Jackie Coogan (sindaco Cecil Pudney; solo credito), William Schallert (Frank Harper), Christopher Cary (Tycho), John Harding (Toombs (Thaddeus Tombs), Robert Ellenstein (dottor Occularis II), Roy Engel (presidente Grant; solo credito), Valentin de Vargas (Chaveros), Vic Perrin (professore Simon Winkler; solo credito), Frank Sorello (ambasciatore Ramirez), Rico Alaniz (messicano Agent), Julio Medina (cittadino), James McEachin (agente), Jerado Decordovier (Peon), Lisa Todd (Bonnie), Annette Molen (Virginia)

## The Night of the Sabatini Death
- Prima televisiva: 7 febbraio 1969
- Diretto da: Charles Rondeau
- Scritto da: Shirl Hendryx

### Trama
- Guest star: Ben Wright (Clarence), Ted de Corsia (Sabatini (Johnny Sabatini), Dick Cangey (Heavy #2 (Carson), Red West (Heavy #1 (Joe), Alan Hale, Jr. (Ned Brown), Jim Backus (Swanson (Fabian Swanson), Jill Townsend (Sylvia (Sylvia Nolan), Bethel Leslie (Melanie (Melanie Nolan / Laura Semples), Douglas Henderson (colonnello James Richmond), Don 'Red' Barry (Farnsworth (Harry Boorman), Thomas A. Geas (sceriffo Chayne), Eddie Quillan (Snidley)

## The Night of the Janus
- Prima televisiva: 14 febbraio 1969
- Diretto da: Irving J. Moore
- Soggetto di: Paul Playdon

### Trama
- Guest star: Tony Gange (Williams), Anthony Aiello (messaggero), Whitey Hughes (Bureau Thug), Red West (Bureau Thug), Charles Aidman (Jeremy Pike), Jackie DeShannon (Torrey (Torrey Elder,) (Jackie de Shannon), Jack Carter (Alan Thorpe), Anthony Eisley (Warren Blessing), Arthur Malet (professore Montague), Nicky Blair (Thompson), Benny Rubin (Janus), Vince Barnett (Swanson), Mark Allen (Instructor), Gail Billings (Myra Bates), Bill Monemaker (Thomas), Ron Heller (Wallace), James Ryan (Stevens), Bonnie Hughes (Linda), Walter Kelley (Mint Guard), Bob Dodson (Hardcase), Dick Cangey (Bureau Thug)

## The Night of the Pistoleros
- Prima televisiva: 21 febbraio 1969
- Diretto da: Bernard McEveety
- Scritto da: Robert C. Dennis, Earl Barret

### Trama
- Guest star: Joe Raciti (barista), Sarita Vara (Mariana), Dick Cangey (Cavalry Soldier), Whitey Hughes (Cavalry Soldier), Edward Binns (colonnello Roper), Robert Pine (tenente Murray (Alvin Murray), Henry Wilcoxon (Armando Galiano), Perry Lopez (Sanchos), Richard O'Brien (sergente Charlie Tobin), Eugene Iglesias (Bernal), William O'Connell (dottor Winterich), John Pickard (Duty Sergeant), Daniel Ades (Lopez), Jay Jostyn (maggiore (Major Hudson), Red West (Hacienda Pistolero)

## The Night of the Diva
- Prima televisiva: 7 marzo 1969
- Diretto da: Herb Wallerstein
- Soggetto di: Alf Harris

### Trama
- Guest star: Fred Stromsoe (Supernumerary), Tommy J. Huff (Supernumerary), Red West (delinquente), Dick Cangey (delinquente), Beverly Todd (Angelique), Patrice Munsel (Rosa Montebello), Patrick Horgan (Max Crenshaw), Martin Kosleck (Igor), Patricia Dunne (Ellen Collingwood), Lester Fletcher (Karl Crenshaw), Douglas Henderson (colonnello Richmond (James Richmond), Geraldine Baron (Caroline Mason), Margery Mackay (Diva), Jorge Ben-Hur (barista (Armaud), Khalil Bezaleel (Deluc (Pierre Deluc), David Constantine (messaggero), Whitey Hughes (delinquente)

## The Night of the Bleak Island
- Prima televisiva: 14 marzo 1969
- Diretto da: Marvin Chomsky
- Scritto da: Robert Kent

### Trama
- Guest star: Pat O'Hara (Jarvis), Lorna Lewis (Helen Merritt), Robert V. Barron (servo), Jon Lormer (barcaiolo), Beverly Garland (Celia Rydell), John Williams (Sir Nigel Scott), Robert H. Harris (Steven Rydell), Richard Erdman (Mordecai Krone), James Westerfield (McAvity (Ranald McAvity), Jana Taylor (Alicia Crane), Gene Tyburn (Mark Chambers), Yvonne Shubert (Girl (Nancy Conrad)

## The Night of the Cossacks
- Prima televisiva: 21 marzo 1969
- Diretto da: Mike Moder
- Scritto da: Oliver Crawford

### Trama
- Guest star: Nikita Knatz (Grobe), Sonny Klein (Sorkhev), Michael Kriss (cosacco), Tim Burns (cosacco), Nina Foch (Sophia), Guy Stockwell (Prince Gregor (Gregor Khuloff), John van Dreelen (Count Balkovitch), Donnelly Rhodes (capitano Zabroff), Mary Frann (principessa Lina), Norman Leavitt (sceriffo Corby), Aliza Gur (Maria), Oscar Beregi, Jr. (Petrovsky), Ivan Triesault (Kucharyk), Luis de Córdova (prete), Kay Vojkovic (ragazza che serve), Dick Cangey (Heavy)

## The Night of the Plague
- Prima televisiva: 4 aprile 1969
- Diretto da: Irving J. Moore
- Soggetto di: Ed Adamson

### Trama
- Guest star: Jacqueline J. Sayls (ragazza nel saloon), Flora Plumb (ragazza nel saloon), Red West (Carl), Doug Pence (Stagehand), Lana Wood (Averi Trent), Cliff Norton (Drummer), John Hoyt (Guild), William Bryant (Duncan (Duncan Lansing), James Lanphier (Malcolm Lansing), Eddie Firestone (Stills), Pilar Del Rey (governante messicana), Wayne Cochran (Stacey), Douglas Henderson (colonnello James Richmond), Steve Raines (Ben), Bill Zuckert (sceriffo), Dan Cass (Stagehand (Olin), Artt Frank (attore ubriaco), Edward LeVeque (messicano), Tyler McVey (dottore), Robert Conrad (Donald)

## The Night of the Tycoons
- Prima televisiva: 11 aprile 1969
- Diretto da: Mike Moder
- Soggetto di: Barney Slater

### Trama
- Guest star: Kelly Shannon (ragazza), Michelle Breeze (Melanie), Red West (ladro clown), Dick Cangey (ladro clown), Jo Van Fleet (Amelia Bronston), Steve Carlson (Lionel Bronston), Joanie Sommers (Kyra Vanders), Tol Avery (Gorhan), Richard O'Brien (Van Cleve), Lee Duncan (barista), E. A. Sirianni (O'Brien), Milton Parsons (Kessel), Nelson Welch (Membro del Consiglio), Virginia Peters (Matron), Mary Garcia (Honey), Mike Mahoney (Head Guard), Buff Brady (maggiordomo), Jerry Mann (Membro del Consiglio), Cal Currens (uomo d'affari), Tommy J. Huff (ladro clown)